# Halominniza aegyptiacum
Halominniza aegyptiacum es una especie de arácnido del orden Pseudoscorpionida de la familia Olpiidae. Tiene dos subespecies:
- Halominniza aegyptiacum aegyptiacum
- Halominniza aegyptiacum litorale

## Distribución geográfica
Se encuentra en Egipto.